# William Goldstein
Pour les articles homonymes, voir Goldstein.
William Goldstein est un compositeur et artiste américain, philosophe des arts et pianiste d'improvisation,,. Il a trois Emmy nominations et 1 nomination aux Grammy Awards,.
Goldstein a écrit des commentaires sur les arts pour les médias publics, notamment le New York Times, le Los Angeles Times et CBS News,,,.

## Biographie
William Goldstein a composé la musique de plusieurs dizaines de productions de cinéma et télévision et a reçu trois nominations aux Primetime Emmy Awards, dont une pour la musique originale de la série télévisée Fame,.
Il est l'un des rares compositeurs qui « maîtrisent l'improvisation d'une manière absolue ». Il a composé aussi de nombreux morceaux de disco (William Goldstein & The Magic Disco Machine) et des génériques de documentaires dans les années 1970-1980,,,,,.

## Filmographie

### Cinéma

#### Longs métrages
- 1972 : The Stoolie de John G. Avildsen et George Silano
- 1975 : Le Faucon blanc (Winterhawk) de Charles B. Pierce (en)
- 1976 : Bingo (The Bingo Long Traveling All-Stars & Motor Kings) de John Badham
- 1976 : Norman la folle (Norman... Is That You?) de George Schlatter
- 1981 : Force 5 (en) (Force: Five) de Robert Clouse
- 1981 : Dent pour dent (An Eye for an Eye) de Steve Carver
- 1981 : The White Lions de Mel Stuart
- 19812 : L'Exécuteur de Hong Kong (Forced Vengeance) de James Fargo
- 1984 : Les Branchés du Bahut (Up the Creek) de Robert Butler
- 1986 : Bad Guys de Joel Silberg
- 1986 : Saving Grace de Robert Milton Young
- 1987 : La Joyeuse Revenante (Hello Again) de Frank Perry
- 1989 : La Nuit du sérail (The Favorite) de Jack Smight
- 1989 : Shocker de Wes Craven
- 1991 : The Quarrel de Eli Cohen
- 1994 : Le Piège (The Soft Kill) de Eli Cohen
- 2000 : Urban Mythology de Tor Ramsey
- 2014 : OKI - In the Middle of the Ocean de Maris Martinsons

#### Courts métrages
- 2013 : On the Radioman
- 2018 : Hindsight
- 2018 : Reuven Does the Neighborhood One Last Time
- 2019 : Ella

### Télévision

#### Séries télévisées
- 1982-1984 : Fame (47 épisodes)
- 1985 : Oceanquest (série documentaire) (5 épisodes)
- 1985-1987 : La cinquième dimension (3 épisodes)
- 1986 : Le monde merveilleux de Disney (1 épisode)
- 1988 : CBS Summer Playhouse (1 épisode)
- 1992-1994 : Cousteau's Rediscovery of the World II (série documentaire) (2 épisodes)
- 1998-2000 : The Wonderful World of Disney (2 épisodes)

#### Téléfilms
- 1978 : Terror Out of the Sky
- 1979 : Jennifer: A Woman's Story
- 1980 : Le cauchemar aux yeux verts
- 1980 : Marilyn, une vie inachevée
- 1981 : A Long Way Home de Robert Markowitz
- 1982 : Remembrance of Love
- 1983 : Happy Endings
- 1984 : Miss muscles
- 1984 : Mister T, l'homme le plus fort du monde (The Toughest Man in the World) de Dick Lowry
- 1984 : SOS otages
- 1985 : Lots of Luck
- 1986 : Liberty
- 1987 : On Fire
- 1987 : Le serment du sang
- 1987 : Six Against the Rock
- 1987 : The Three Kings de Mel Damski
- 1989 : La croix de feu
- 1989 : Le voyage magique au pays du roi Arthur
- 1991 : Blood River
- 1992 : The Witches of Eastwick
- 1995 : Zoya: les chemins du destin
- 1995 : Un papa de rechange

#### Documentaires
- 1978 : The Living Sands of Namib
- 1978 : Manbeast! Myth or Monster?
- 1979 : National Geographic: The Invisible World
- 1981 : Living Treasures of Japan
- 2017 : Soul of an Artist

## Génériques de films
- Aunt Agatha’s Apartment - Theatrical Short
- The Great White Shark - The Cousteau Society
- The Stars Salute The U.S. Olympic Team - NBC Productions
- Living Treasures Of Japan - National Geographic Society
- The Mysteries Of The Mind - National Geographic Society
- The Invisible World - National Geographic Society
- Living Sands Of Namib - National Geographic Society
- 20th Century Fox Sports (thème)